# Милиерина
Милиерѝна (на италиански: Miglierina, на местен диалект Migliarìna, Милярина) е село и община в Южна Италия, провинция Катандзаро, регион Калабрия. Разположено е на 575 m надморска височина. Населението на общината е 789 души (към 2012 г.).